# Амазонас
Амазо́нас (порт. Amazonas) — штат на северо-западе Бразилии
Граничит на севере со штатом Рорайма и Венесуэлой, на востоке — со штатом Пара, на юго-востоке — со штатом Мату-Гросу, на юге — со штатами Рондония и Акри, а на западе — с Перу и Колумбией. Административный центр — город Манаус.
Амазонас — крупнейший по площади штат Бразилии, он занимает более 18 % территории страны в наименее освоенной части бассейна реки Амазонки, заросшей вечнозелёными экваториальными лесами.

## Этимология
Название штата происходит от реки Амазонка — главной реки не только Амазонаса, но и всей Южной Америки.

## География
Территорию штата пересекает экватор, при этом бо́льшая его часть находится в Южном полушарии. С запада на восток по территории Амазонаса протекают полноводная река Амазонка и множество её притоков. Все крупные реки на территории штата судоходны и являются главными транспортными магистралями штата. Все важные города Амазонаса построены у рек.
Амазонас представляет собой холмистую равнину, значительная часть которой заболочена. Только на севере штата располагается гористая местность Серра-Имери — южный край Гвианского нагорья. 70 % территории Амазонаса покрыта густыми лесами, а 30 % территории лесостепи.

### Климат
Средняя температура очень мало варьируется в зависимости от сезона, от 26 до 28 ° C, количество осадков варьируется от 50 до 250 мм в месяц, в среднем 2100 мм в год. Большая часть штата находится в климатической зоне тропических лесов, типе тропического климата, в котором нет сухого сезона — все месяцы имеют средние значения осадков не менее 60 мм. Его широта находится в пределах пяти градусов от экватора — в котором доминирует

## Административное устройство
Амазонас — часть Бразильской федерации, которая обладает теми же правами, что и остальные штаты Бразилии.
Административно штат разделён на 4 мезорегиона и 13 микрорегионов. В штате — 62 муниципалитета.

## Демография
Согласно сведениям, собранным в ходе переписи 2010 г. Национальным институтом географии и статистики (IBGE), население штата составляет:
| Полное население                       | Полное население                       | Полное население                       | Полное население                       | 3 483 985 |
| -------------------------------------- | -------------------------------------- | -------------------------------------- | -------------------------------------- | --------- |
| в том числе:                           | Городское население                    | 2 755 490                              | Процент городского населения, %        | 79,09     |
|                                        | Сельское население                     | 728 495                                | Процент сельского населения, %         | 20,91     |
|                                        | Мужское население                      | 1 753 179                              | Процент мужского населения, %          | 50,32     |
|                                        | Женское население                      | 1 730 806                              | Процент женского населения, %          | 49,68     |
| Плотность населения, чел/км²           | Плотность населения, чел/км²           | Плотность населения, чел/км²           | Плотность населения, чел/км²           | 2,23      |
| Население штата в % к населению страны | Население штата в % к населению страны | Население штата в % к населению страны | Население штата в % к населению страны | 1,83      |

В штате живут неконтактные народы, в частности, и-мериман в долине Тапауа (язык имариман).

## Экономика

### Промышленность
Столица штата — Манаус, объявлен свободной экономической зоной, имеющей своей целью ускорить развитие региона бассейна Амазонки.
В нём сосредоточено около 98 % промышленного производства штата. Больше половины объёма производства занимает электротехническая и электронная промышленность: производство мобильных телефонов, компьютеров и периферии, аудио- и видеоаппаратуры, офисного оборудования. Также в Манаусе производят мотоциклы, часы, игрушки, изделия из термопластика, продукцию бытовой химии и металлургии.
Кроме того, в Манаусе находится единственный в Амазонии нефтеперерабатывающий завод. Для электроснабжения города в 2003 году на реке Уатуман была пущена ГЭС «Балбина» мощностью 50 МВт.

### Добыча полезных ископаемых
В штате добываются руды олова, алюминия, тантала, железа, разведаны запасы серного колчедана, свинца, меди, хрома, марганца, ведётся добыча золота и драгоценных камней.
В районе города Куари в Амазонасе расположено крупнейшее в Бразилии газовое месторождение на твёрдой почве Уруку, где добывают нефть и газ. Карьерным способом разрабатываются песок, огнеупорная глина, каолин, гранит и другие строительные материалы.
На островах Амазонки найдены большие запасы торфа.

### Сельское хозяйство
В штате развито животноводство, в частности разведение крупного рогатого скота, а также свиноводство, овцеводство, коневодство, птицеводство, разведение перепелов и кроликов.
Выращиваются такие культуры, как кукуруза, рис, соя, бобы, ананасы, арбузы, гранаты, картофель, возделываются плантации бананов, сахарного тростника, гуараны, апельсинов, кофе, кокосовых орехов.

### Лесное хозяйство и рыболовство
В штате ведётся сбор сока гевеи, бразильских орехов, производится заготовка древесины и деревообработка.
Помимо ловли съедобной рыбы, ракообразных и сбора моллюсков, в Амазонасе также производится отлов экзотических («декоративных») тропических рыб, экспортируемых для зарубежных аквариумистов по 20 млн в год.

## Спорт
Столица штата, город Манаус, стала одним из 12 городов Бразилии, который в 2014 году принял чемпионат мира по футболу. Наиболее титулованным и популярным клубом штата является «Насьонал» из Манауса (более 40 раз становился чемпионом штата), который на протяжении 14 сезонов выступал в высшем дивизионе бразильского футбола.